# Estación de Alanís
Alanís es un apeadero ferroviario situado en el municipio español de Alanís, en la provincia de Sevilla. En la actualidad las instalaciones no cuentan con servicios ferroviarios, tras ser eliminadas las paradas de los trenes regionales.

## Situación ferroviaria
La estación forma parte de la línea férrea de ancho ibérico Mérida-Los Rosales, en el punto kilométrico 143,3.